# Błękit

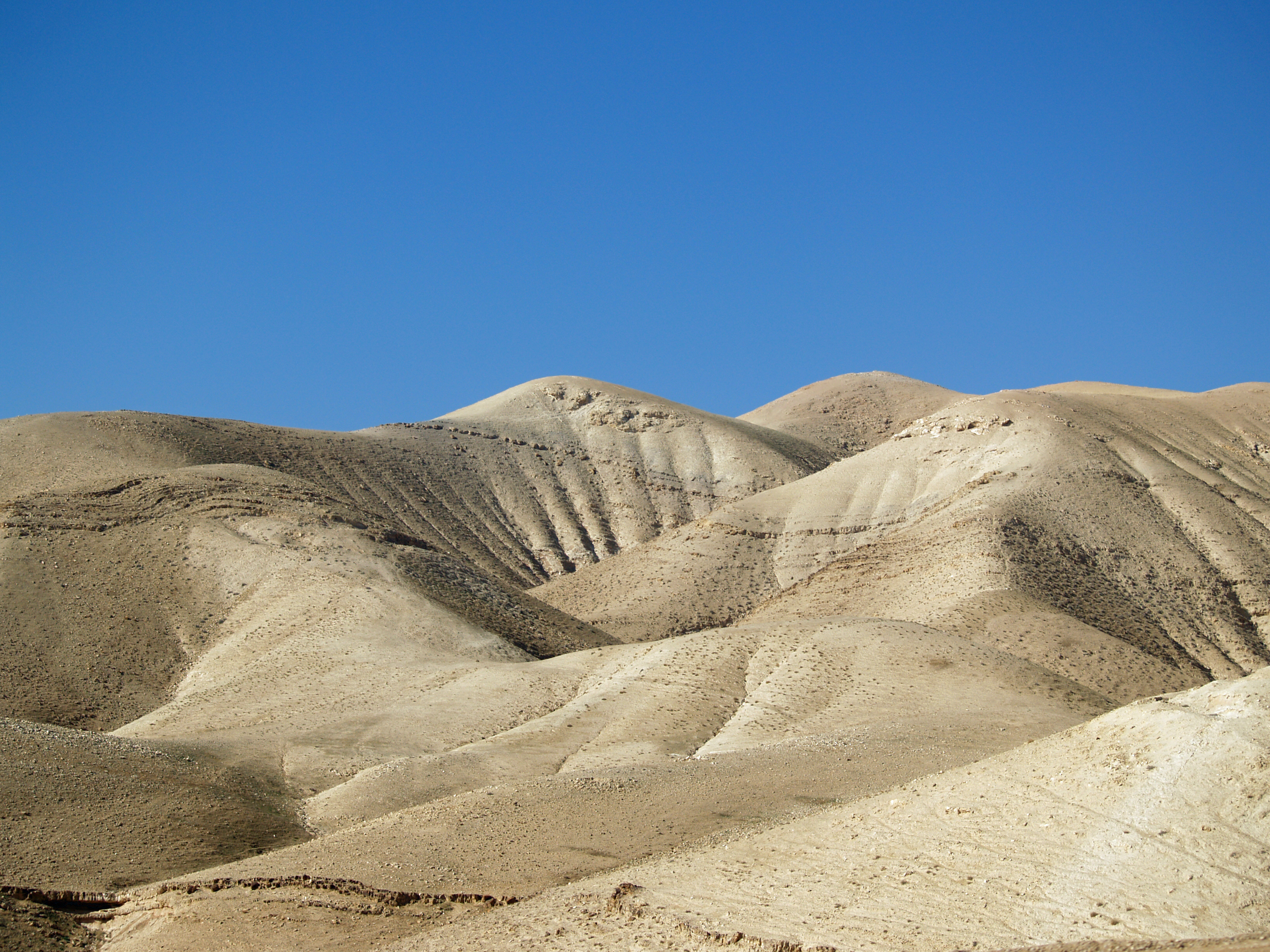
Błękitny kolor nieba nad pustynią

Błękit, lazur – kolor o odcieniu pomiędzy niebieskim a cyjanem, odpowiadający barwie czystego nieba w słoneczny dzień.
Błękit miał wiele znaczeń zmieniających się przez wieki. Symbolizował wierność, stałość uczuć, czystość i trwałość.
Słowo lazur jest pochodzenia francuskiego i często stosowane jest we Francji w odniesieniu do Morza Śródziemnego (także – Lazurowe Wybrzeże).